# Rhapis humilis
Rhapis humilis es una especie de palmera originaria de Asia.

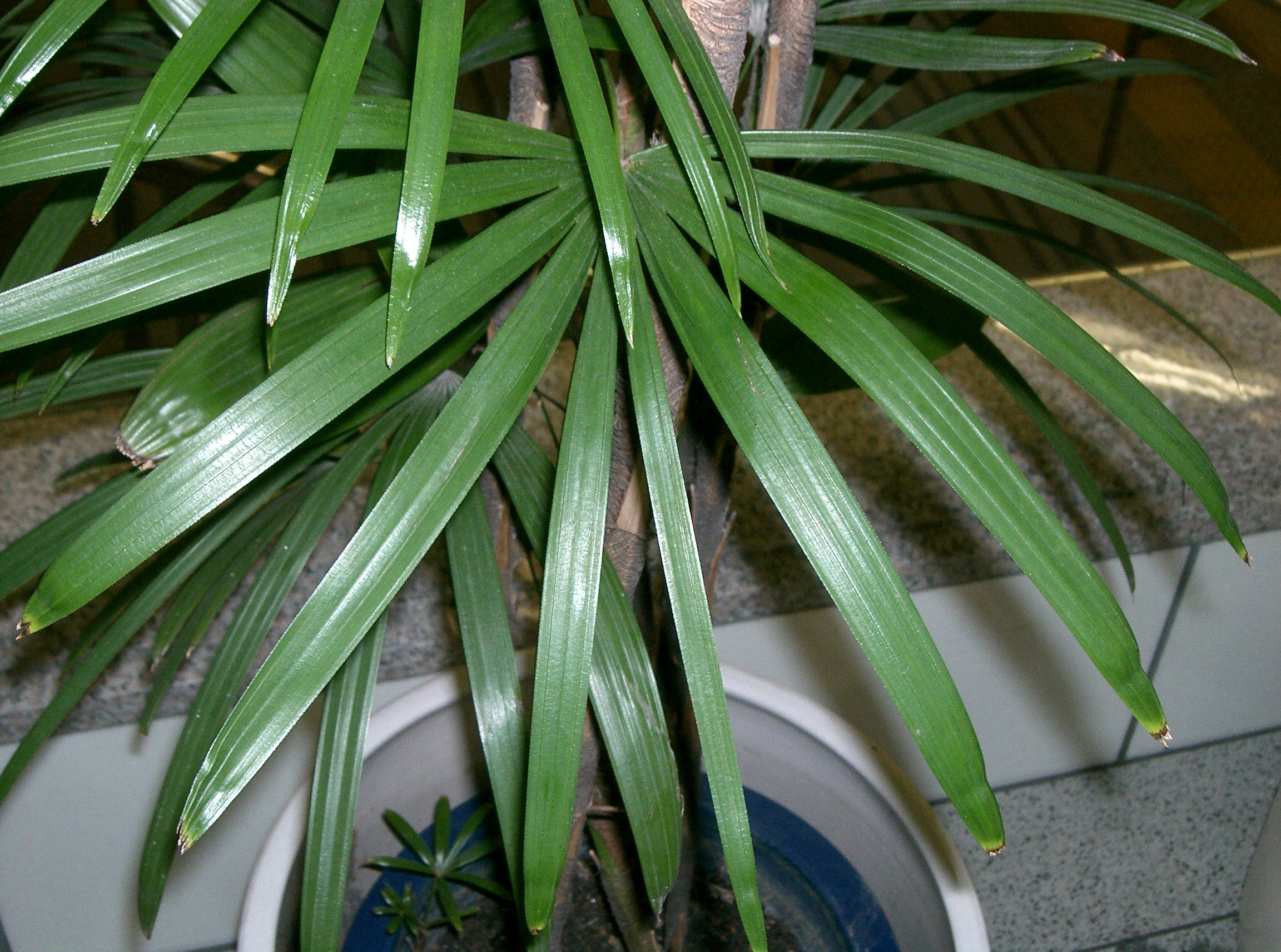
Vista de la planta

## Descripción
Tiene los tallos agrupados, formando grandes colonias, alcanzando un tamaño de 6 m de altura, y 3 cm de diámetro. Está cubierta con vainas persistentes, y hojas fibrosas. Las vainas de las hojas con fibras estrechas, que producen una malla cuadrada; lígulas persistente; hojas no divididas en la base. Las inflorescencias aparecen entre las hojas, con brácteas tubulares, raquis de 40 cm; raquilas de 17 cm, marrón tomentoso, las flores masculinas de 7 mm; con sépalos unidos en un tubo, los pétalos unidos en un tubo; flores femeninas similares pero más cortas que la masculina. Los frutos ovoides, de 0,7 cm de diámetro. Semillas ovoides, de 4,5 mm.

## Distribución y hábitat
Esta especie es ampliamente plantada como planta ornamental y se ha introducido en Indonesia, (Java) y Japón. Henderson, sugiere que Rhapis humilis  podría  ser solo una variedad de Rhapis excelsa. Se encuentra en las tierras bajas de los bosques secos en las laderas, por debajo de 1000 metros de altura, en Guangxi y Guizhou.

## Taxonomía
Rhapis humilis fue descrita por Blume y publicado en  Rumphia 2: 54 (1839).
Etimología
Rhapis: nombre genérico que deriva de la palabra griega: rhapis = "varilla", probablemente en alusión a las barras semejantes a tallos delgados.
humilis : epíteto latino que significa "de baja altura".
Sinonimia
- Chamaerops excelsa var. humilior Thunb.
- Chamaerops sirotsik H.Wendl.
- Licuala waraguh Blume
- Licuala wixu Blume
- Rhapis javanica Blume
- Rhapis sirotsik H.Wendl.[5]